# امزرة (بني خيار)
امزرة هو دُوَّار يقع بجماعة تمروت، إقليم شفشاون، جهة طنجة تطوان الحسيمة في المملكة المغربية. ينتمي الدوّار لمشيخة بني خيار التي تضم 13 دوار. يقدر عدد سكانه بـ 540 نسمة حسب الإحصاء الرسمي للسكان والسكنى لسنة 2004.

## روابط خارجية
- البوابة الوطنية للجماعات الترابية
- المندوبية السامية للتخطيط